# Kenneth Gangnes
Kenneth Gangnes (Gjøvik, 15 maggio 1989) è un ex saltatore con gli sci norvegese.

## Biografia
In Coppa del Mondo ha esordito il 7 marzo 2008 a Lillehammer (37º), ha ottenuto il primo podio il 21 marzo 2015 a Planica (3°) e la prima vittoria il 6 dicembre successivo a Lillehammer. Ha preso parte ai Mondiali di volo di Tauplitz 2016, dove ha vinto la medaglia d'argento nella gara individuale e quella d'oro in quella a squadre.
In carriera non ha preso parte né a rassegne olimpiche né iridate.

## Palmarès

### Mondiali di volo
- 2 medaglie:
  - 1 oro (gara a squadre a Tauplitz 2016)
  - 1 argento (individuale a Tauplitz 2016)

### Coppa del Mondo
- Miglior piazzamento in classifica generale: 3º nel 2016
- 15 podi (9 individuali, 6 a squadre):
  - 4 vittorie (1 individuale, 3 a squadre)
  - 7 secondi posti (5 individuali, 2 a squadre)
  - 4 terzi posti (3 individuali, 1 a squadre)

#### Coppa del Mondo - vittorie
| Data             | Località    | Nazione   | Trampolino                                                                        |
| ---------------- | ----------- | --------- | --------------------------------------------------------------------------------- |
| 6 dicembre 2015  | Lillehammer | Norvegia  | Lysgårdsbakken HS100                                                              |
| 23 gennaio 2016  | Zakopane    | Polonia   | Wielka Krokiew HS134 (con Anders Fannemel, Andreas Stjernen e Daniel-André Tande) |
| 22 febbraio 2016 | Kuopio      | Finlandia | Puijo HS127 (con Daniel-André Tande, Anders Fannemel e Johann André Forfang)      |
| 19 marzo 2016    | Planica     | Slovenia  | Letalnica HS225 (con Daniel-André Tande, Anders Fannemel e Johann André Forfang)  |

#### Torneo dei quattro trampolini
- 2 podi di tappa[1]:
  - 1 secondo posto
  - 1 terzo posto